# Catarina Martins
Catarina Soares Martins (Porto, 7 de setembro de 1973) é uma atriz e política portuguesa. Anteriormente, desempenhou o cargo de coordenadora nacional do Bloco de Esquerda (2012-2023) e deputada à Assembleia da República (2009-2023). Foi eleita deputada ao Parlamento Europeu nas Eleições parlamentares europeias de 2024.

## Vida pessoal
Catarina Martins nasceu no Porto, a 7 de setembro de 1973. Fez a primeira classe em São Tomé, onde os pais eram cooperantes, e a segunda e terceira classes em Cabo Verde. Regressa a Portugal aos nove anos e vive em cidades como Aveiro, Vila Nova de Gaia e Lisboa. Licenciada em Línguas e Literaturas Modernas, tem um mestrado em Linguística e frequência de doutoramento em Didática das Línguas. É casada e tem duas filhas.

## Percurso político
Catarina Martins participa desde a juventude em diversos movimentos cívicos e políticos. No liceu junta-se à luta contra a Prova Geral de Acesso e, mais tarde, em Coimbra onde estuda Direito, participa nos movimentos contra as propinas na universidade. O seu percurso leva-a ao envolvimento em movimentos culturais: é cofundadora, em 1994, da Companhia de Teatro de Visões Úteis e foi dirigente do CITAC e da Plateia (Associação de Profissionais das Artes Cénicas).
É eleita deputada à Assembleia da República pela primeira vez em 2009, ainda como independente nas listas do Bloco, tendo sido reeleita pelo círculo do Porto em 2011 e 2015. Nos primeiros anos de mandato, integra as comissões de Educação, Ciência e Cultura, Economia e Obras Públicas, assim como na Subcomissão de Ética.
Adere ao Bloco de Esquerda e integra a sua direção desde 2010. Em 2012, juntamente com João Semedo, sucede a Francisco Louçã na liderança do partido. Em 2014, na sequência da IX Convenção, João Semedo abandona a liderança, passando a vigorar uma nova Comissão Permanente da qual Catarina é porta-voz. Em 2016, após a X Convenção, a Comissão Permanente é dissolvida e Catarina Martins assume as funções de Coordenadora do Bloco de Esquerda.
É no mandato de Catarina Martins que o Bloco de Esquerda alcança o seu melhor resultado eleitoral de sempre, elegendo 19 deputados, superando o meio milhão de votos e obtendo 10,19% nas eleições legislativas. A 3 de dezembro de 2015, na sequência do sucesso eleitoral e do afastamento da direita do poder, a conceituada revista norte-americana Politico classifica Catarina Martins como uma das 28 personalidades em destaque na Europa, considerando-a “a cara da esquerda” e referindo que “o sucesso de Martins provocou arrepios a todo o establishment da Europa”.

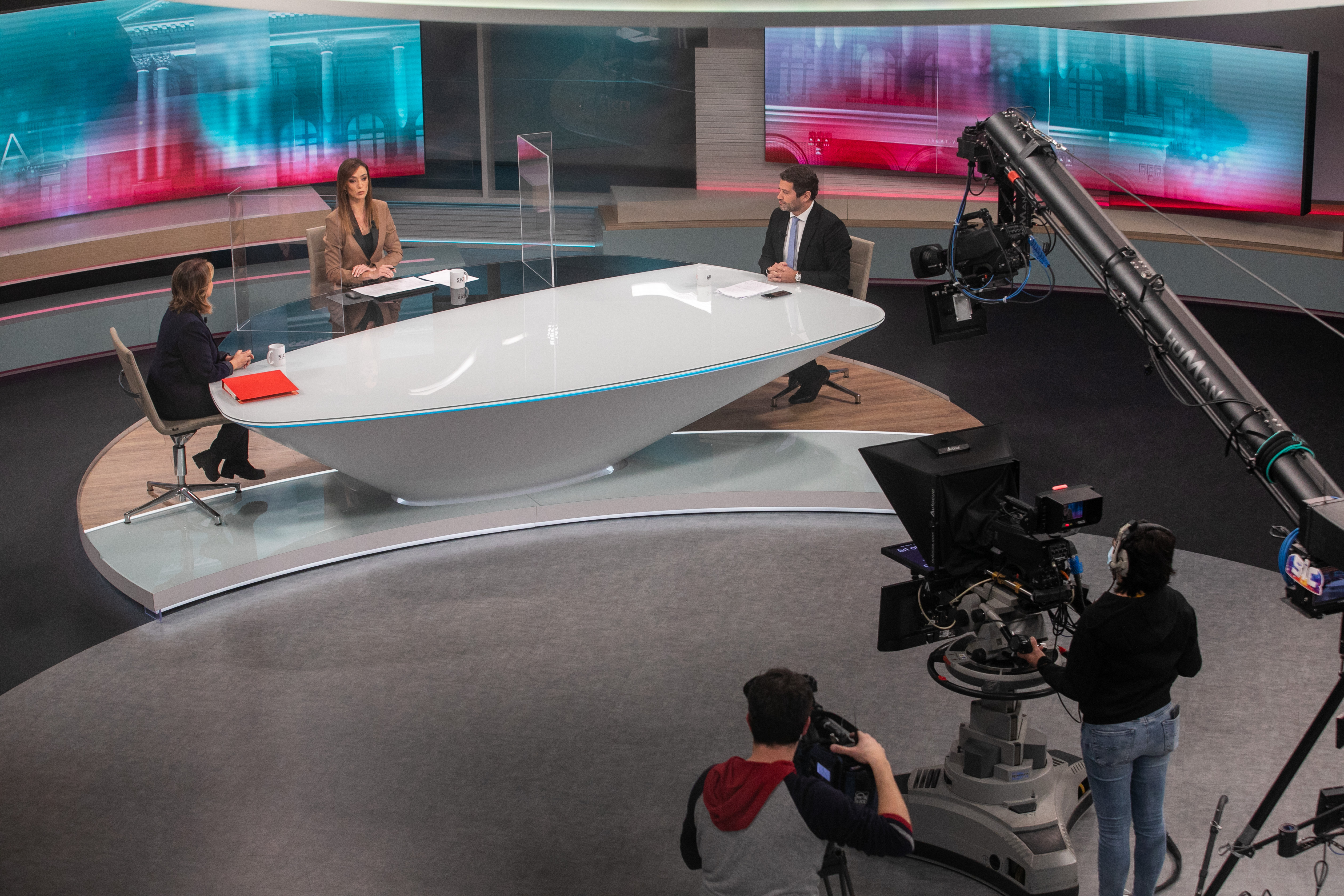
Debate na SIC Notícias entre Catarina Martins e André Ventura em Janeiro de 2022

Em 2023, após a queda do BE de 19 para cinco deputados na Assembleia da República nas eleições legislativas de 2022, Catarina Martins não se candidatou a novo mandato como coordenadora do BE, tendo sido sucedida por Mariana Mortágua, e concretizou o pedido de renúncia ao mandato parlamentar. A partir de 14 de setembro de 2023, com efeitos imediatos, Isabel Pires assumiu o mandato de deputada.
Um estudo da consultora de comunicação Imago Llorent & Cuenca, em parceria com a Universidade Católica Portuguesa, coloca Catarina Martins entre os dez políticos mais influentes na rede social Twitter. Em Março de 2017, o Jornal Económico considera Catarina Martins a mulher mais influente em Portugal.

## Resultados eleitorais

### Eleições legislativas
| Data | Partido     | Partido | Circulo eleitoral | Posição     | Cl.     | Votos          | %             | +/-    | Status                                                                                  | Notas |
| ---- | ----------- | ------- | ----------------- | ----------- | ------- | -------------- | ------------- | ------ | --------------------------------------------------------------------------------------- | ----- |
| 2009 |             | BE      | Porto             | 3.º (em 39) | 4.º     | 92 929         | 9,21 / 100,00 |        | Eleita                                                                                  |       |
| 2011 | 2.º (em 39) | BE      | Porto             | 5.º         | 50 985  | 5,13 / 100,00  | 4,02          | Eleita | Coordenadora do Bloco de Esquerda (2012-2023) Renunciou ao mandato em setembro de 2023. |       |
| 2015 | 1.º (em 39) | BE      | Porto             | 3.º         | 106 954 | 11,14 / 100,00 | 6,01          | Eleita | Coordenadora do Bloco de Esquerda (2012-2023) Renunciou ao mandato em setembro de 2023. |       |
| 2019 | 1.º (em 40) | BE      | Porto             | 3.º         | 94 553  | 10,12 / 100,00 | 1,02          | Eleita | Coordenadora do Bloco de Esquerda (2012-2023) Renunciou ao mandato em setembro de 2023. |       |
| 2022 | 1.º (em 40) | BE      | Porto             | 4.º         | 47 118  | 4,78 / 100,00  | 5,34          | Eleita | Coordenadora do Bloco de Esquerda (2012-2023) Renunciou ao mandato em setembro de 2023. |       |

### Eleições europeias
| Data | Partido | Partido | Posição     | Cl. | Votos   | %             | +/- | Status | Notas |
| ---- | ------- | ------- | ----------- | --- | ------- | ------------- | --- | ------ | ----- |
| 2024 |         | BE      | 1.ª (em 21) | 5.º | 168 108 | 4,25 / 100,00 |     | Eleita |       |